# Mélanie Vogel
Mélanie Vogel   (Marsella, 22 de maig de 1985) és una acadèmica i política francesa d'Ecologia d'Europa - Els Verds (EELV), que és membre del Senat francès des de 2021, i que representa la circumscripció dels ciutadans francesos que viuen a l'estranger.

## Trajectòria política
Vogel va liderar la campanya d'EELV a les eleccions al Parlament Europeu de 2014 i més tard va treballar com a assessora del grup Els Verds/Aliança Lliure Europea en assumptes constitucionals.
Al Senat, Vogel va formar part de la Comissió d'Afers Socials.
Vogel és el copresidenta del Partit Verd Europeu juntament amb Thomas Waitz des del 5 de juny de 2022.

## Vida personal
Vogel està en una relació amb Terry Reintke. Viuen a Brussel·les.